# 11 Rue Crubellier
11 Rue Simon-Crubellier is een kunstwerk in Amsterdam-Zuid.

## Ontstaansgeschiedenis

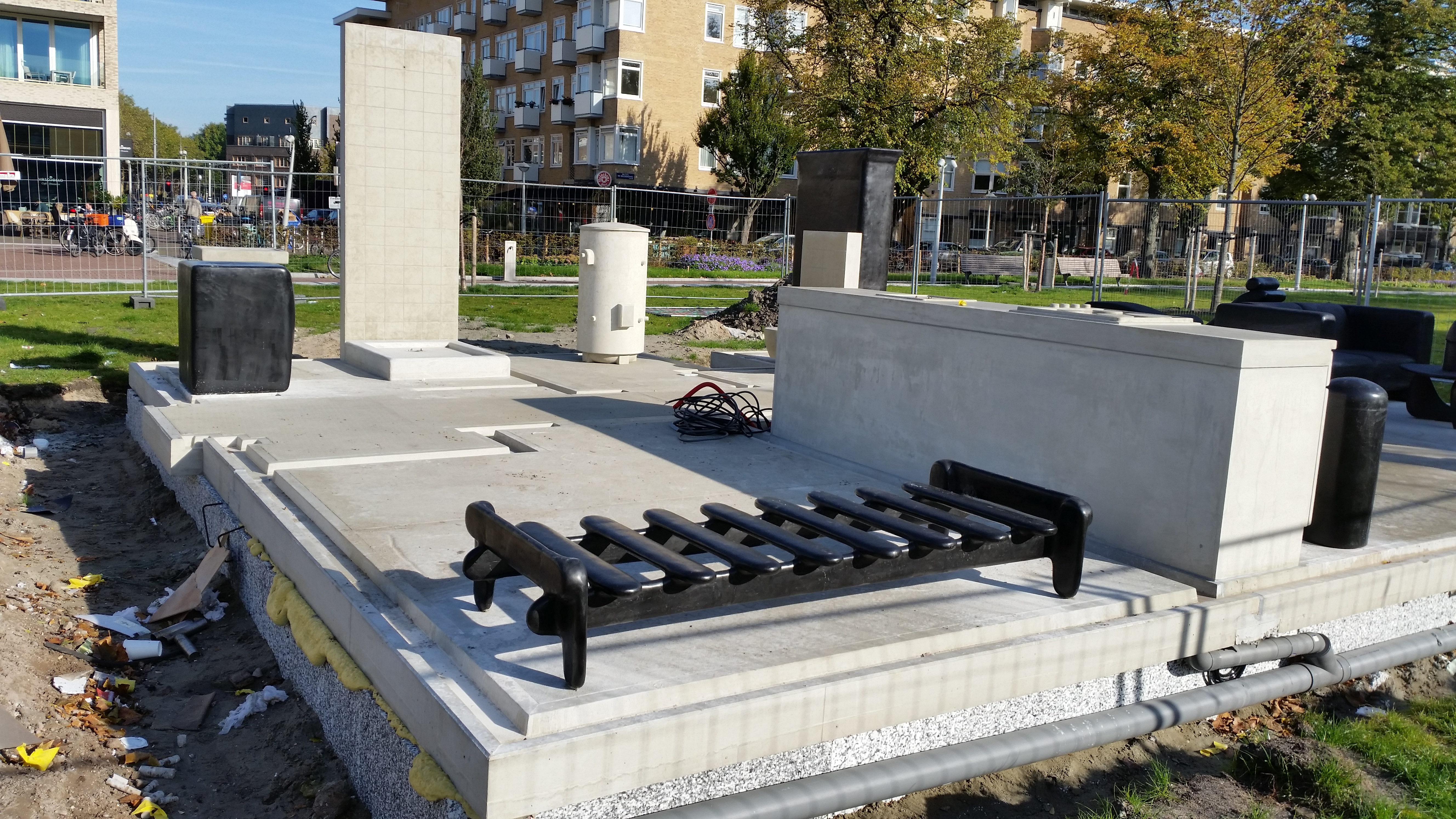
Het kunstwerk in opbouw, oktober 2018

De Britse beeldend kunstenaar Matthew Darbyshire (1977) werd uitverkozen (uit in totaal drie kunstenaars) om een kunstwerk te leveren voor een groenstrook die deel uit maakt van het Stadionplein, Amsterdam. Dat deel van het plein werd in de jaren 2010-2019 bebouwd. Darbyshire kwam met een huiskamer van het denkbeeldige appartement 11 Rue Simon-Crubellier in het 17e arrondissement in Parijs. De straat komt voor in het boek La vie mode d’emploi / Het leven een gebruiksaanwijzing uit 1978 van Georges Perec, maar maakte in de 21e eeuw ook deel uit van een project waarbij kunstenaars zich als toeristen voordeden op zoek naar dat appartement. De toeristen kwamen steevast uit bij het buurpand van het appartement van Perec.
De kunstenaar wilde naar eigen zeggen de bewoners een droomhuis geven en hoopte dat mensen uit de buurt hier een praatje kwamen maken. Het eerste ontwerp van Darbyshire was niet geheel naar wens van omwonenden, die liever iets zagen in de trant van een fontein. De kunstenaar paste vervolgens zijn ontwerp aan, waarbij er stromend water toegepast werd. Het appartement is gemodelleerd naar een appartement in een blok aan de noordzijde van het plein. Ook de keus van het meubilair is grotendeels bepaald door de omwonenden; de kast is echter die van de kunstenaar. Tijdens het maakproces zijn de kunstenaar en enkele omwonenden gaan kijken bij de bronsfabriek Stijlaart in Tiel.
Het beeld zou oorspronkelijk in het voorjaar van 2018 voltooid zijn, maar dat werd niet gehaald. Het werd op 10 november 2018 onthuld.

## Beschrijving
Het kunstwerk bestaat uit een appartement waarbinnen alles van beton en brons is. Het appartement bevat geen tussenmuren en bestaat uit een zitgedeelte met een keukenblok, een slaap- en studeergedeelte, en een open badkamer. Er staat een kolenkachel, maar ook een boiler en een radiator. Te onderscheiden zijn onder andere:
- een zitbank (de Klippan van IKEA?)
- een ligstoel van het model Bird Chaisse Longue van Satyendra Pakhale (waarvan het Stedelijk Museum Amsterdam een rood exemplaar heeft)
- een salontafel naar ontwerp van Isamu Noguchi
- een Carlton-kast naar ontwerp van Ettore Sottsass waarvan een exemplaar in het Museum Boijmans van Beuningen
- een IMac-computer
- een telefoon uit circa 1930
- een citruspers Alessi Juicy Salif naar ontwerp van Philippe Starck
- een degelijke 'Hollandse' fiets

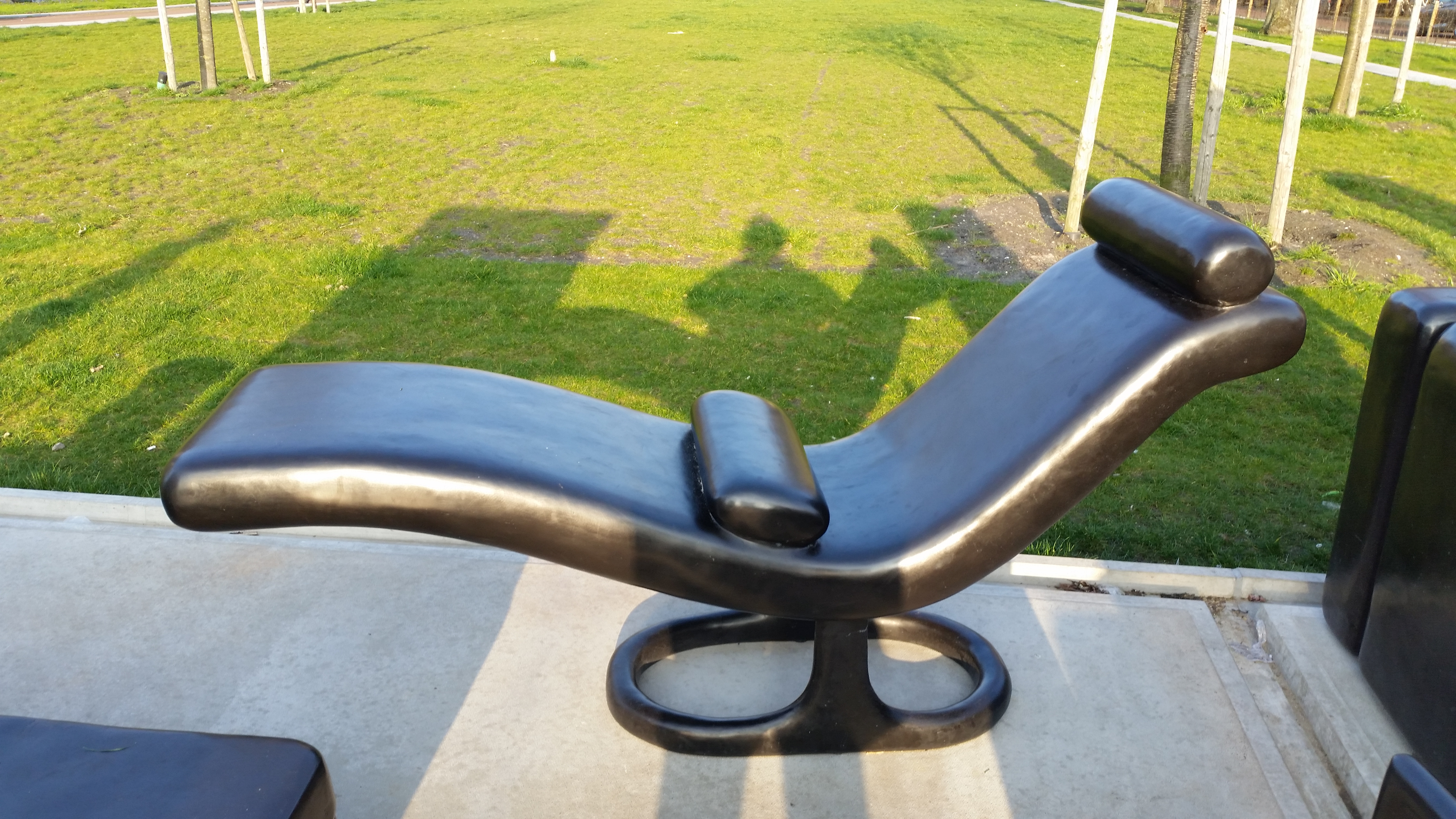
Ligstoel van Satyendra Pakhalé
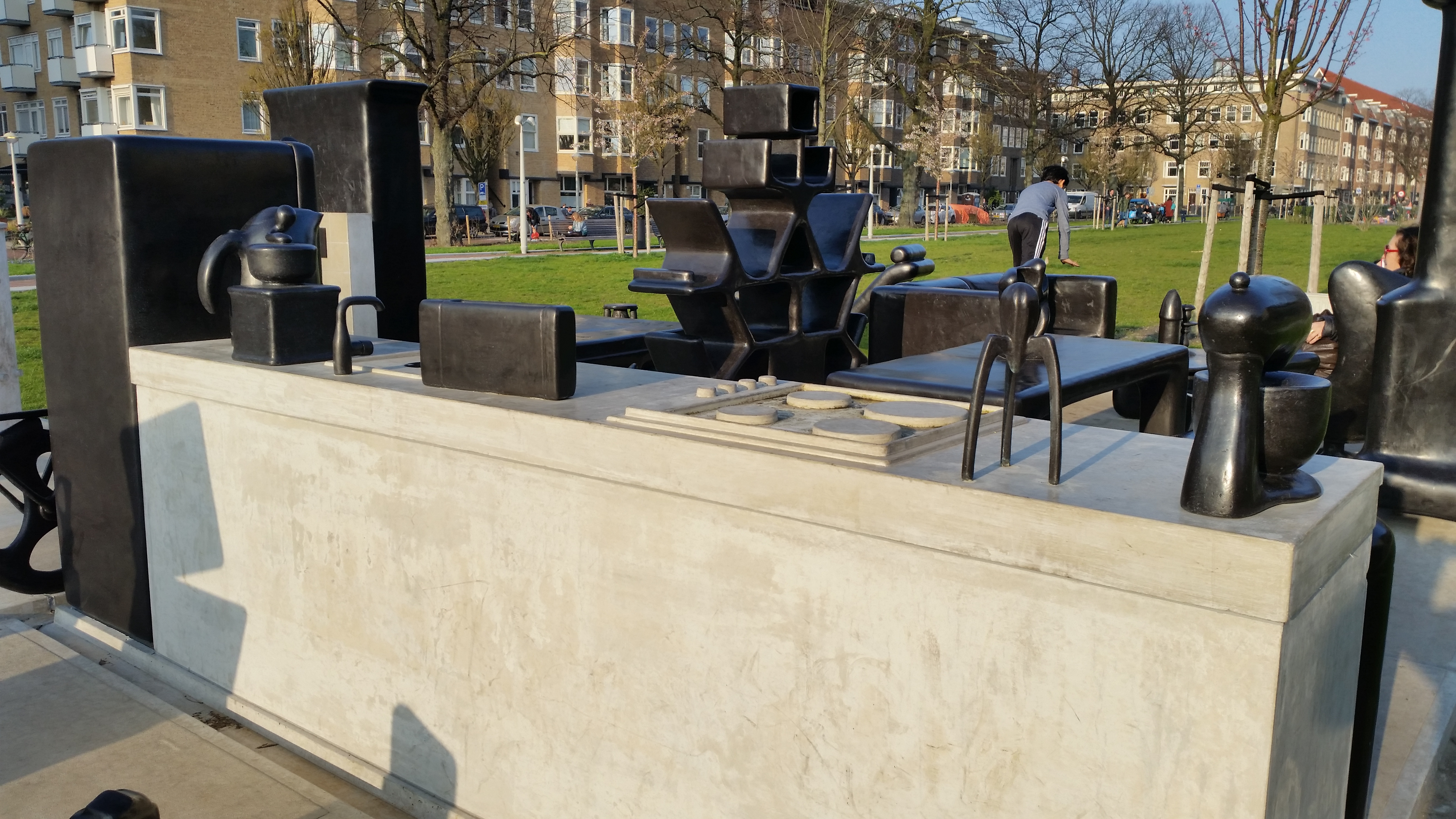
Keukenblok
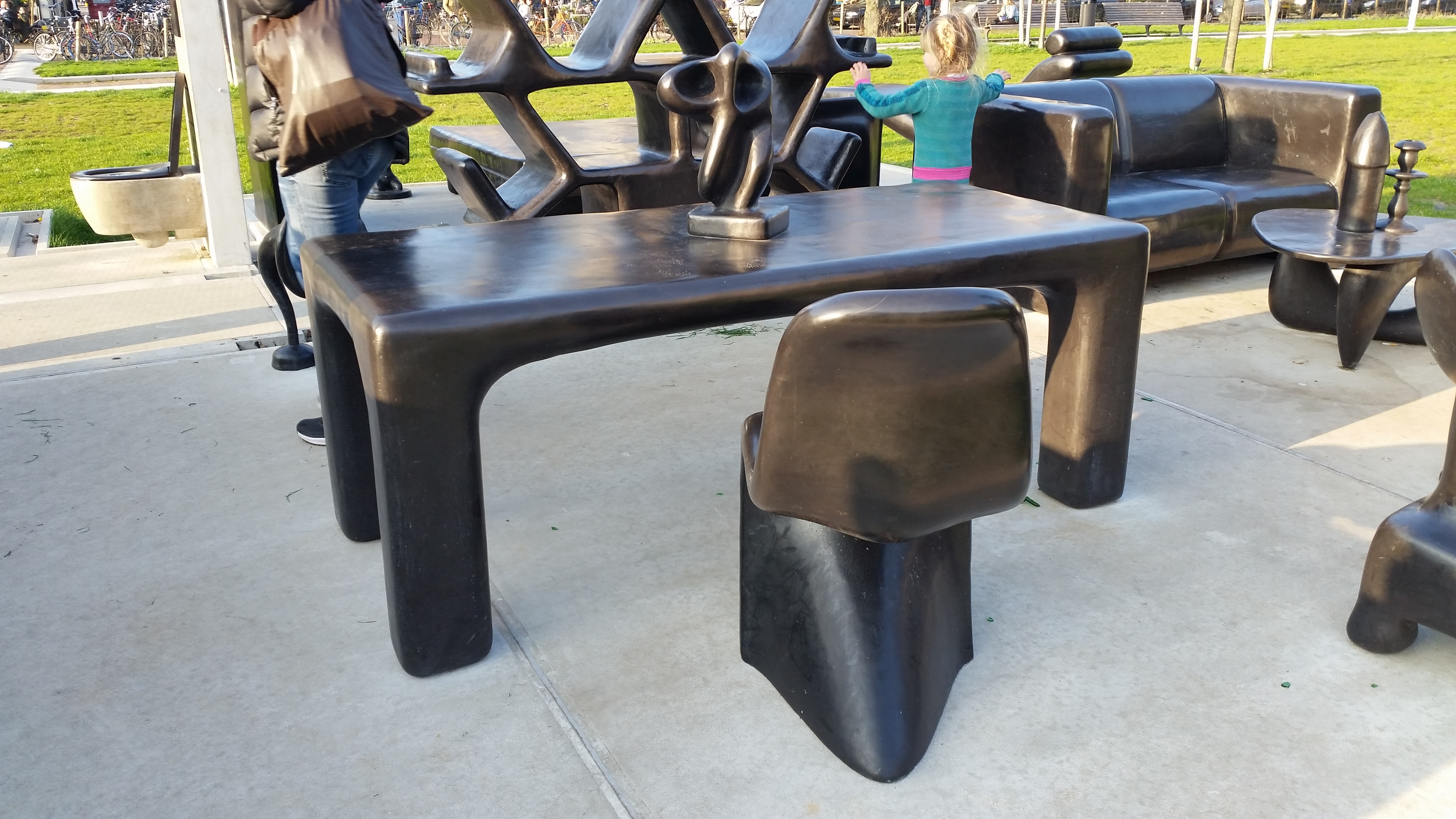
Eettafel en zithoek
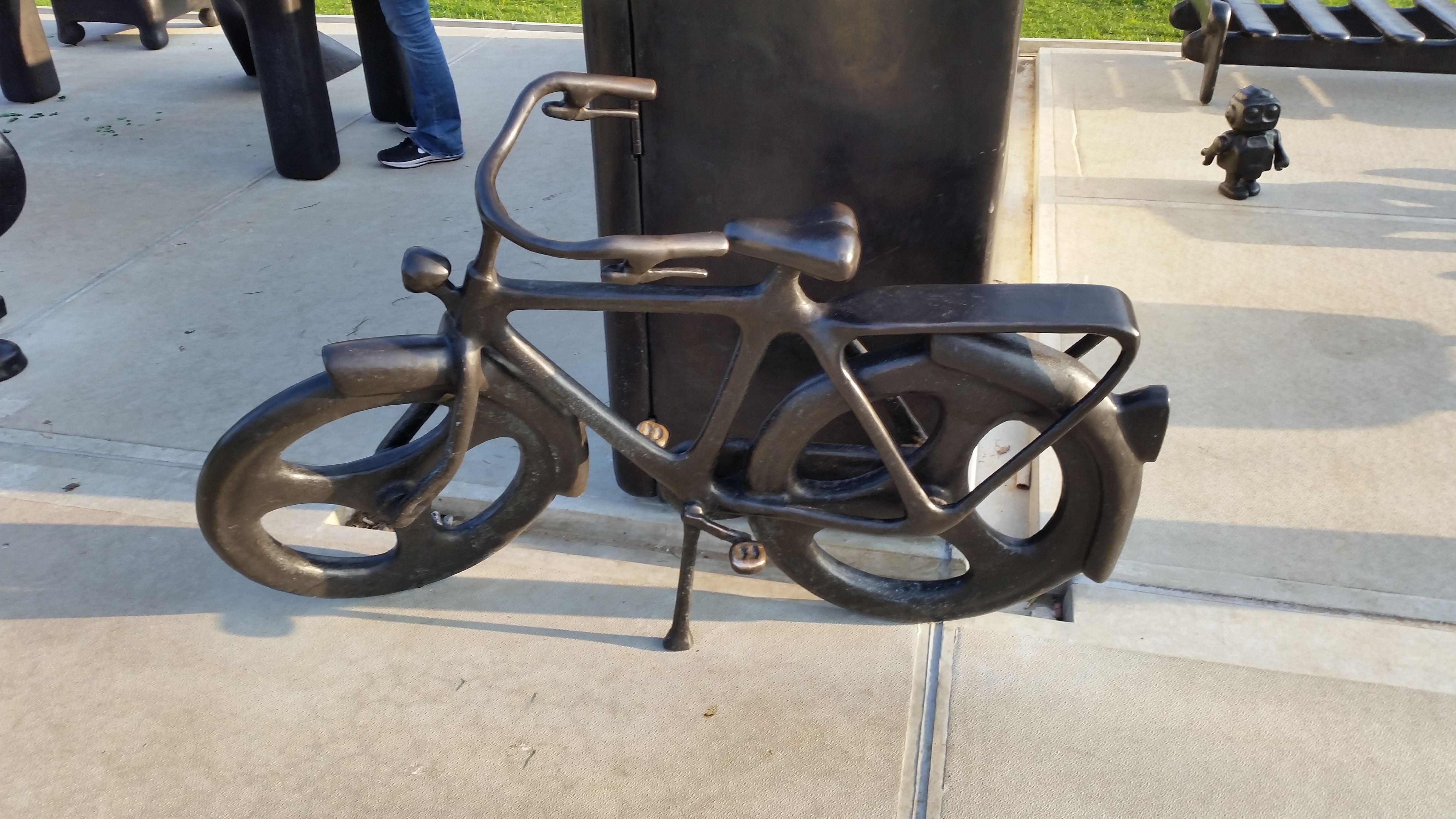
Fiets